# Recife mesofótico
Um recife mesofótico, do latim meso que significa meio e photico que significa luz, é um tipo de recife que é formado por corais, esponjas e algas que não são muito dependentes da luz, pois são espécies de águas profundas, normalmente crescem entre 30 e 40 metros até os 150 metros, e são diferenciadas pela presença das zooxantelas e sua necessidade de luz. Esses recifes também podem ser considerados parte de ecossistemas de corais de águas rasas.

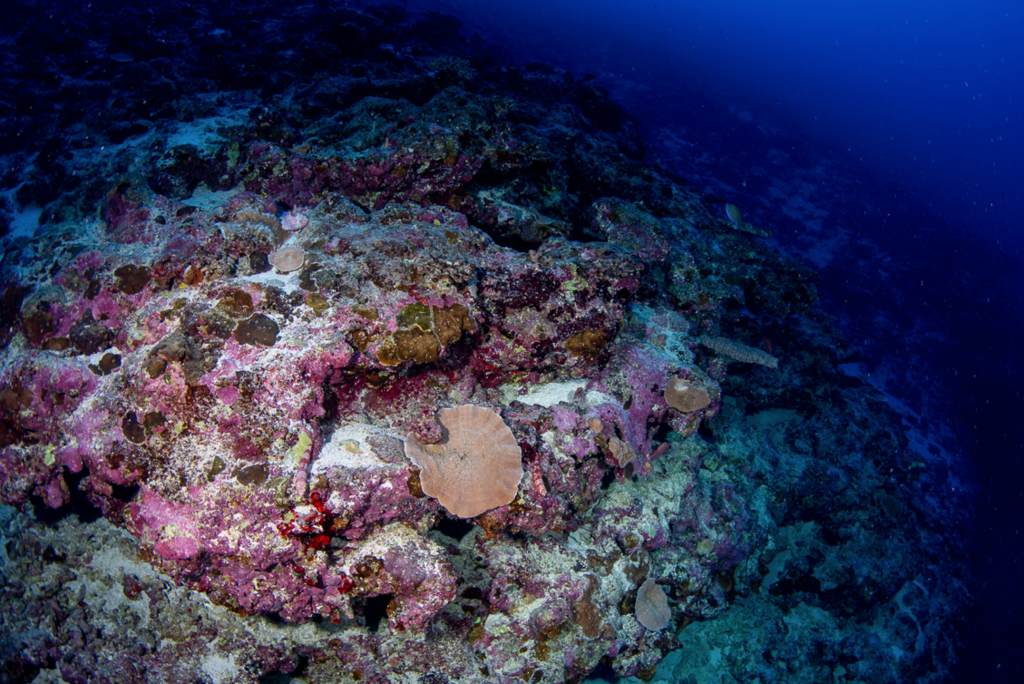
Foto de recife mesofótico nas Ilhas Marshall. Foto tirada por Luiz Alves Rocha.

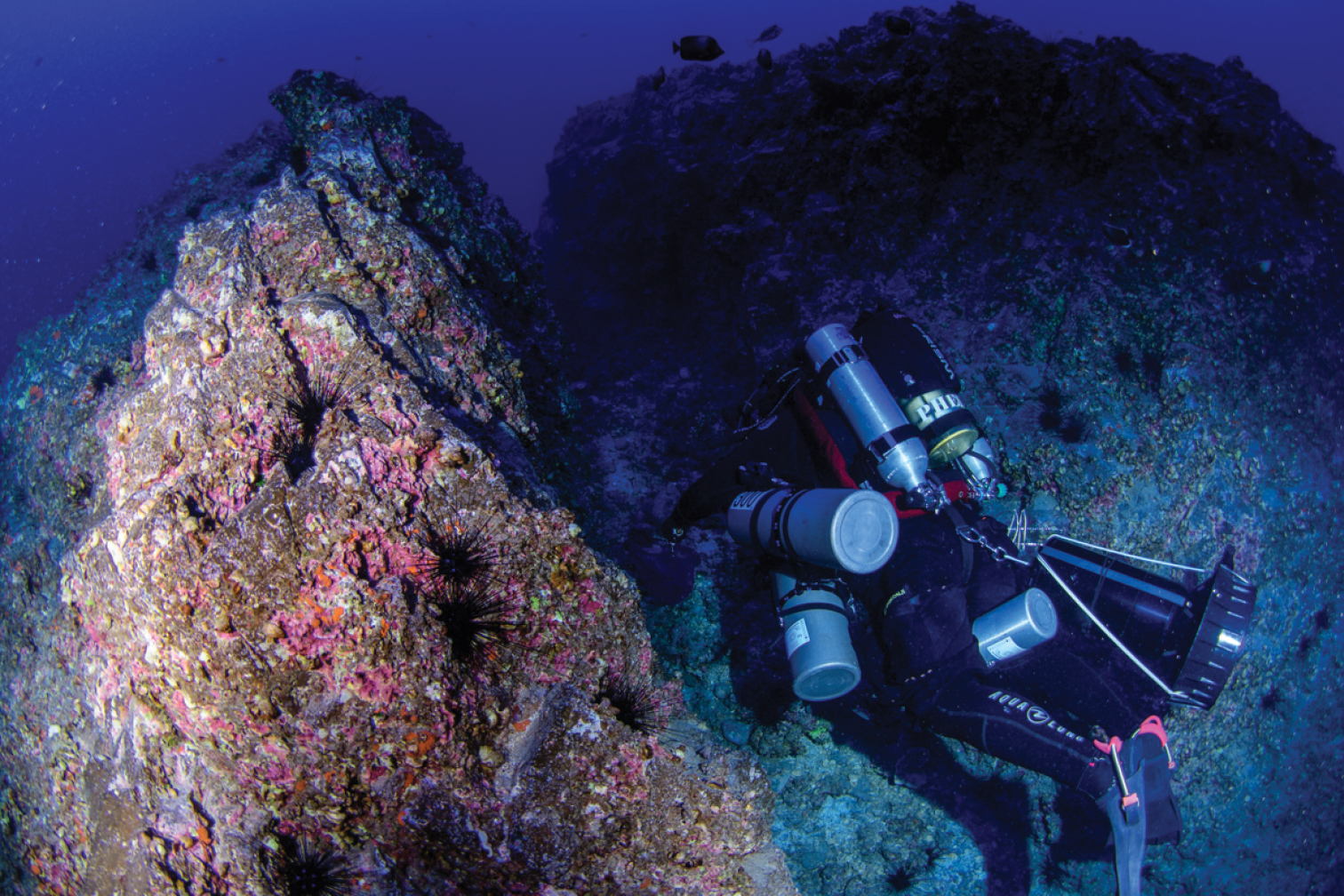
Mergulhador em recife mesofótico em Hanga Piko, Ilha de Páscoa (Rapa Nui).

Os mais antigos ecossistemas de corais mesofóticos conhecidos foram descritos do Período Siluriano da Suécia, tais ecossistemas também são conhecidos do Período Devoniano. Os ecossistemas mesofóticos dominados pela scleractinia mais antiga são conhecidos desde o Período Triássico.

## Recifes mesofóticos em Fernando de Noronha
O arquipélago de Fernando de Noronha, é de origem vulcânica e é cercada por recifes de corais rasos, mas ao redor desses recifes, cientistas descobriram recifes mesofóticos, que além de ajudar em pesquisas oceanográficas, também ajudam em pesquisas da fauna e flora local.
Em 2020, um grupo de pesquisadores descobriram que os recifes mesofóticos de Fernando de Noronha, possuíam espécies que nunca foram vistas no Atlântico Sul e possivelmente uma nova espécie de anthias do gênero Tosanoides, que ainda aguarda análises genéticas para ser identificado.